# Pennhip
PennHIP (en forkortelse for "Pennsylvania Hip Improvement Program") er en diagnostisk teknik til vurdering af hundes løshed i hofterne. Forkortelsen bruges også til det netværk af dyrlæger, der bruger PennHIP metoden til evaluering og til databasen af tendenserne af race-specifik hofteledsdysplasi på University of Pennsylvania. PennHIP's vigtigste mål er "at reducere hyppigheden og sværhedsgraden af hofteledsdysplasi i alle hunderacer", for at citere den officielle hjemmeside. PennHIP metoden til diagnosticering består af tre røntgenbilleder taget fra forskellige vinkler, som derefter analyseres med henblik på at foretage en vurdering.